# Divoševci
Divoševci su naseljeno mjesto u Republici Hrvatskoj u sastavu općine Velika Kopanica u Brodsko-posavskoj županiji.

## Zemljopis
Divoševci se nalaze 5 km zapadno od općinskog središta Velike Kopanice sjeverno od autoceste A3 i istočno od autoceste A5, susjedna naselja su Donji Andrijevci na sjeveru i Kupina na jugu.

## Povijest
Naselje Divoševci prvi put se spominje 1579. godine u Tursko doba u popisu (Tapu Defter) Požeškog sandžaka u nahiji Prikraj. Tada (1579.) je selo Divoševci imalo 24 naseljene kuće, te jednu vodenicu. U nazivima javljaju se; Divosevczi, Divosevacz, Divosefze, itd. Naziv selo je dobilo po bari Divoševo, prema jednoj teoriji, ili od osobnog nadimka Divoš, ili od madžarske riječi dios što znači orah, prema drugoj teoriji. Turci su gospodarili ovim prostorom dugi niz godina, stanovnici su se borili kako bi očuvali običaje, vjeru, jezik, ali i narodnost. Naselje je smješteno pokraj autoceste, 26 km istočno od Slavonskog Broda, 4 km zapadno od Velike Kopanice, na 85 m n/m. Divoševci se spominju u komorskom popisu 1698. ali nisu opisani. Godine 1730. imali su oko 15 kuća i novu kapelu, a 1746. 24 kuće i 143 katolika. Broj je sve više rastao, tako su 1760. godine imali 34 kuće, 60 obitelji i 248 katolika. Kuće-domaćini su bili: Vidaković, Petričević, Baličević, Perčević, Mikinčić, Ferić i Vukovac. Šamačko je područje do dolaska Turaka bilo naseljeno hrvatskim starosjediocima. Od vremena turske okupacije preko toga dijela Slavonije odvijale su se stalne seobe iz Bosne preko Save. U tursko doba ovdašnji starosjedioci nisu bježali iz svojih sela, pa su se mnogi starosjedilački rodovi sačuvali do 18. stoljeća. Za vrijeme turske okupacije šamačkoga područja postojala je na tom zemljištu katolička župa u Hrastiću. Njoj su pripadala sela: Kopanica, Divoševci, Kupina, Prnjavor, Sredanci, Stružani, Zoljani, Svilaj, Novi Grad, Jaruge, Sikirevci, Beravci i Gundinci. Na području hrastičke župe bilo je 1660. godine 1680 Hrvata starosjedilaca. Prilikom popisa 1730. godine na istom tom zemljištu popisano je 260 naseljenih kuća, što približno odgovara stanju od 1660. godine. To područje zahvaća istočne krajeve Brodsko-posavske županije, a prostire se od Starog Topolja i Poljanaca na zapadu, do Gundinaca i Šamca na istoku. Najveći dio područja čini plodno tlo Posavske nizine. Sredinom toga dijela slavonske Posavine protječe potok Biđ, koji je u novije doba povezan sustavom kanala što prikupljaju ovdašnje površinske vode te ih odvode prema Bosutu. Na šamačkom području ima danas dvadesetak sela od kojih su neka prilično velika, no nijedno nema karakteristike grada ili trgovišta. Nakon što su Turci napustili ovaj dio Slavonije, ušao je on u sastav Slavonske vojne krajine. Zbog toga su sva ovdašnja sela poprimila osobine graničarskih naselja. To znači da su ovdašnji seljaci postali graničarski vojnici, koji su danonoćno čuvali stražu uz lijevu obalu rijeke Save. U to doba Ovdje je bio uobičajen život u rodovskim zadrugama. U tom djelu Posavine postojalo je nekoliko skelskih prijelaza preko Save (Svilaj, Novi grad, Jaruge, Sikirevci i Šamac). Na šamačkom dijelu slavonske Posavine živjeli su u predtusko i tursko doba hrvatski Šokci. Prije Turaka ovdašnja zemlja pripadala je crkvenom imanju Đakovačke biskupije, a za vrijeme turske okupacije divoševačku zemlju uživali su brodski spahije. Pod upravom Slavonske vojne krajine Divoševci su pripadali andrijevačkoj graničarskoj satniji. Prema evidenciji katoličke župe u Velikoj Kopanici, u Divoševcima je 1715. godine bilo 15 naseljenih kuća, a do 1746. taj se broj povećao na 24 kuće s 245 stanovnika. Prilikom razvojačenja Divoševaca u selu je ostalo 18 naseljenih kuća s 245 stanovnika. Do početka 20. stoljeća broj kuća u selu znatno se povećao, ali je broj stanovnika ostao približno isti kao prije.

## Stanovništvo
Prema popisu stanovništva iz 2011. godine Divoševci je imala 296 stanovnika. 
| broj stanovnika | 245   | 282   | 243   | 277   | 285   | 347   | 312   | 374   | 393   | 429   | 428   | 420   | 363   | 334   | 301   | 296   | 262   |
|                 | 1857. | 1869. | 1880. | 1890. | 1900. | 1910. | 1921. | 1931. | 1948. | 1953. | 1961. | 1971. | 1981. | 1991. | 2001. | 2011. | 2021. |

## Prosvjetne, kulturne i športske prilike

### Škola
Škola  Arhivirana inačica izvorne stranice od 20. prosinca 2013. (Wayback Machine) je izgrađena za vrijeme Austro-Ugarske, u vrijeme kada su se po slavonskim selima gradile škole tipskog karaktera, te se slične zgrade nalaze u Poljancima, Donjoj Bebrini i Brodskom Varošu. Škola ima prizemlje i kat s po četiri prozora, s odvojenim ulazima za učiteljski stan koji se nalazi u prizemlju. S druge strane je ulaz u učionicu koja je na katu. Osnovna škola "Viktor Car Emin", koja se nalazi u Divoševcima, područna je škola Donjih Andrijevaca. Budući da je to područna škola, u njoj se pohađaju razredi od 1. do 4. Zbog malog broja djece, upisi u skolu se vrše svake druge godine, pa tako u učionici zajedno sjede po dvije generacije učenika (1. i 3. ili 2. i 4. r). Djeca od 5. do 8. razreda odlaze na školovanje u Donje Andrijevce, a kasnije u Slavonski Brod i dalje (u srednju školu).

### NK Mladost
Klub je osnovan oko 1975. godine i u to vrijeme se natjecao na turnirima i prijateljskim utakmicama. Prvi predsjednik je prof. Milan Ivaniš, a klub je registriran 1980. godine, kada se i počinje natjecati u 3. općinskoj ligi Slavonski Brod. Prva službena utakmica odigrana je u Čajkovcima s prvom pobjedom od 3:1. Prvi strijelac na toj utakmici bio je Mato Matijašević, a golove su još postigli Željko Vukašinović i Stjepan Blekić. Godine 1995. klub ulazi u 2. županijsku ligu, gdje se i danas uspješno natječe, a u sezonama 2007/2008 i 2008/2009 NK Mladost je bio član prve županijske nogometne lige. Tijekom svih ovih godina, svojim radom u klubu, isticalo se niz osoba koje su doprinijele svemu što klub dana posjeduje, pa tako i današnji predsjednik, Matija Vidaković, koji je ujedno bio i jedan od prvih igrača i osnivača ovog kluba. Prije svega potrebno je spomenuti sve one koji nisu više s nama, a bili su igrači i članovi kluba. U prometnoj nesreći prvo je nastradao Mijo Hanuljak kao član uprave i jedan od najzaslužnijih za osnivanje kluba. Nakon toga nastradao je jedan od najboljih igrača Pavo Vukovac. Početkom Domovinskog rata prestaju natjecateljske aktivnosti, a većina igrača i članova odlazi u HV. Nažalost, klub je opet izgubio svoje najvrjednije ljude, nositelje svih aktivnosti. U ratu su tragično nastradali igrači Stjepan i Vinko Blekić, te član uprave Mato Mikinčić. Za malu sredinu to je bio veliki gubitak. Unatoč svim nedaćama, nakon rata krenulo se u izgradnju novog igrališta i objekta. Zalaganjem većine članova uprave i kluba, te uz pomoć sponzora, prvenstveno općine Velika Kopanica, uspješno je izgrađeno igralište i objekt uz to igralište( 2003. godine).

### KUD Mladost
Kud je osnovan 1973.godine. Od prvog dana, pa do 1975. voditeljica je bila iz sela, M. Vukovac, a kasnije različite voditeljice iz županije. KUD još uvijek djeluje, ali s prekidima.

### DVD Divoševci
DVD Divoševci  Arhivirana inačica izvorne stranice od 17. svibnja 2014. (Wayback Machine) osnovan je 19.3.1952. godine na inicijativu mještana. Prvi predsjednik društva bio je Vinko Petričević. Od tada je društvo aktivno djelovalo i uspješno se natjecalo u svim kategorijama. Svojevremeno je imalo tri dočasnika, 31 vatrogasaca prve klase i 28 ispitanih vatrogasaca. Godine 2002. radi pomanjkanja aktivnog članstva zamrzava se status društva sve do listopada 2009. godine, kada je na inicijativu sadašnjeg predsjednika ponovno pokrenuto vatrogastvo u Divoševcima. Društvo zasad ima 58 članova, od čega je polovica aktivnih. Društvo nije bilo aktivno godinama, no postojeći članovi se trude pokrenuti rad u svim segmentima, za početak natjecateljskim, te rad s mladima. Budući da za to uvjeti ne postoje, DVD Divoševci ne obavlja vatrogasnu djelatnost (u smislu gašenja požara) i nema zapovjednika, prvenstveno radi nedostatka minimuma opreme za to potrebnog. U suradnji s općinom Velika Kopanica i Vatrogasnom zajednicom općine Velika Kopanica, te sponzorima, društvo planira u narednom razdoblju nabavu minimuma opreme potrebne za sudjelovanje na vatrogasnim natjecanjima, popravak postojeće opreme, te postepeno popunjavanje opreme, kako bi se uskoro uspostavili uvjeti za obavljanje vatrogasnih intervencija na području Divoševaca, i šire ako to bude potrebno.

## Poznate osobe
- Stjepan Spajić, bio je hrvatski poduzetnik i predsjednik NK Hrvatski dragovoljac

## Vanjske poveznice
- Stranice Općine Velika Kopanica /Naselje[neaktivna poveznica]
- Dobrovoljno vatrogasno društvo Divoševci  Arhivirana inačica izvorne stranice od 17. svibnja 2014. (Wayback Machine)
- Blog nogometnog kluba Mladost